# Rejsec vodní

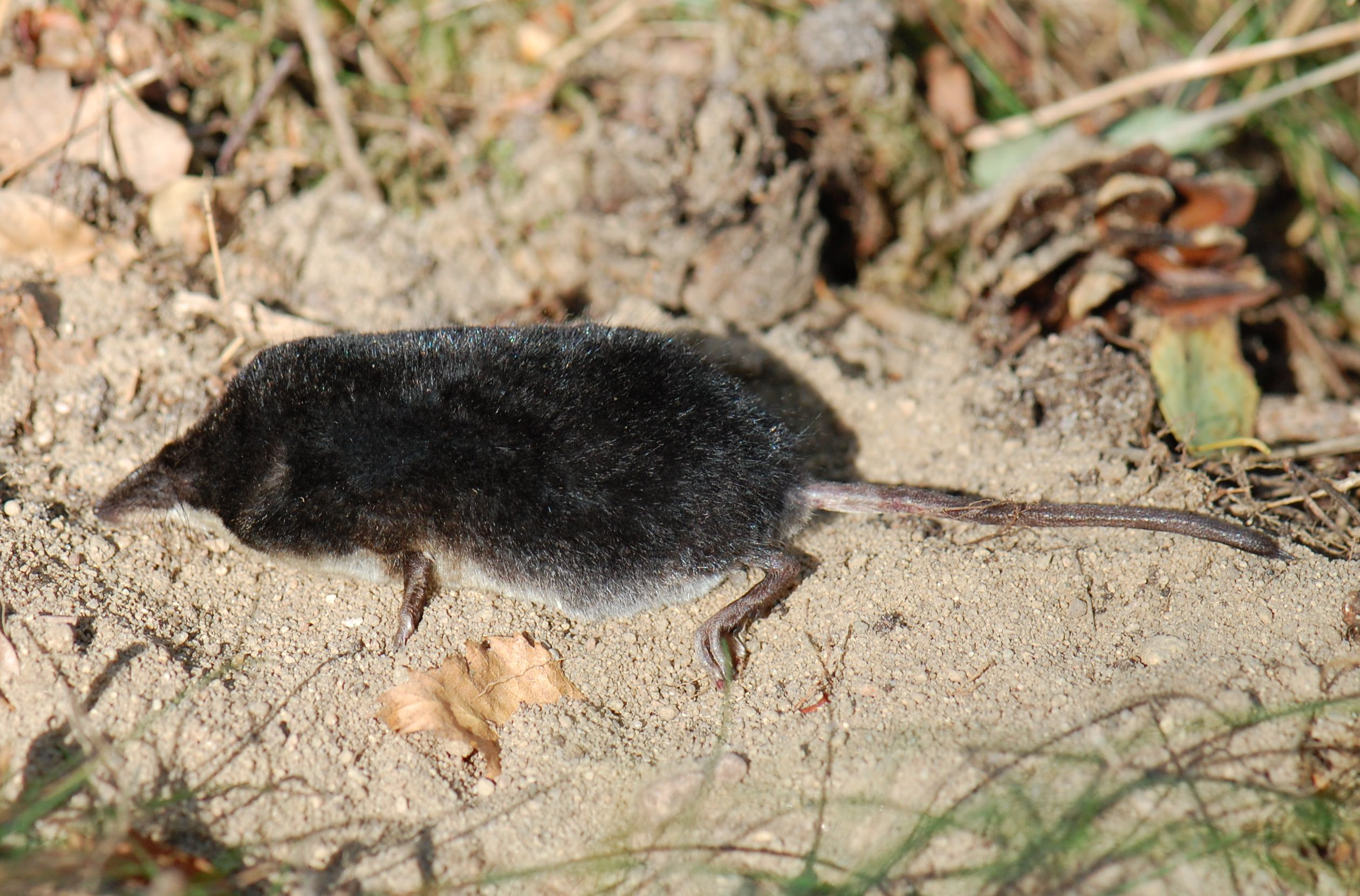
Fotografie rejsce vodního (mrtvý)

Rejsec vodní (Neomys fodiens) je největší zástupce rodu rejsků (Neomys).

## Charakteristika
Hlava s tělem dosahuje velikosti 7,2 až 9,6 centimetrů, ocas 4,7 až 7,7 centimetrů, výška 1,6 až 2 centimetry a hmotnost 9 až 23 gramů. Ušní boltec je zcela skrytý v srsti. Tlama trochu širší než u příslušníků rodu rejsků. Špičky zubů tmavě červené. Poměrně velký. Spodina ocasu lemována brvitým, stříbřitě šedým kýlem, který funguje jako kormidlo. Zadní tlapky poměrně velké, na vnějším okraji opatřené plovacími brvami, které umožňují lépe plavat. Zbarvení těla je velmi různorodé, od hnědé do šedé až k černé na hřbetu. Břicho zpravidla světlejší. Občas se za okem a na vnitřním okraji uší objeví bílá skvrna. Červenými špičkami zubů připomínají druhy rodu Sorex, k nimž ale nenáleží.

## Výskyt
V celé Evropě kromě středomořské oblasti a Irska. Obývá čisté, neznečištěné vody, lze se s ním ale občas setkat i daleko od vody. Jedná se přitom pravděpodobně o jedince, kteří hledají nové teritorium. Nalezen i ve studních. Vyskytuje se až do výšky 2500 m n. m. V Česku se objevuje ve všech nadmořských výškách na území celého státu.

## Rozmnožování
Během doby rozmnožování svá teritoria brání. Doba rozmnožování trvá od dubna do září. V průběhu roku má 2 až 3 vrhy se 4 až 8 mláďaty, která na svět přicházejí holá a slepá. Pohlavní dospělosti mohou dosáhnout ještě v témže roce. Předpokládaná délka života jeden až dva roky.

## Potrava
Hmyz a jiní bezobratlí živočichové, vodní měkkýše, malé ryby a žáby, které občas bývají větší než sám rejsec vodní. Má vynikající čich. Kořist někdy požírá i pod vodou.

## Zajímavosti
Na spodní čelisti jsou žlázy produkující slabý jed, který má ochromující účinky na kořist. Pro člověka však není nebezpečný. Zdravý rejsek má natolik hustý a dobře promaštěný kožíšek, že je po opuštění vody zcela suchý.